# Kai-to

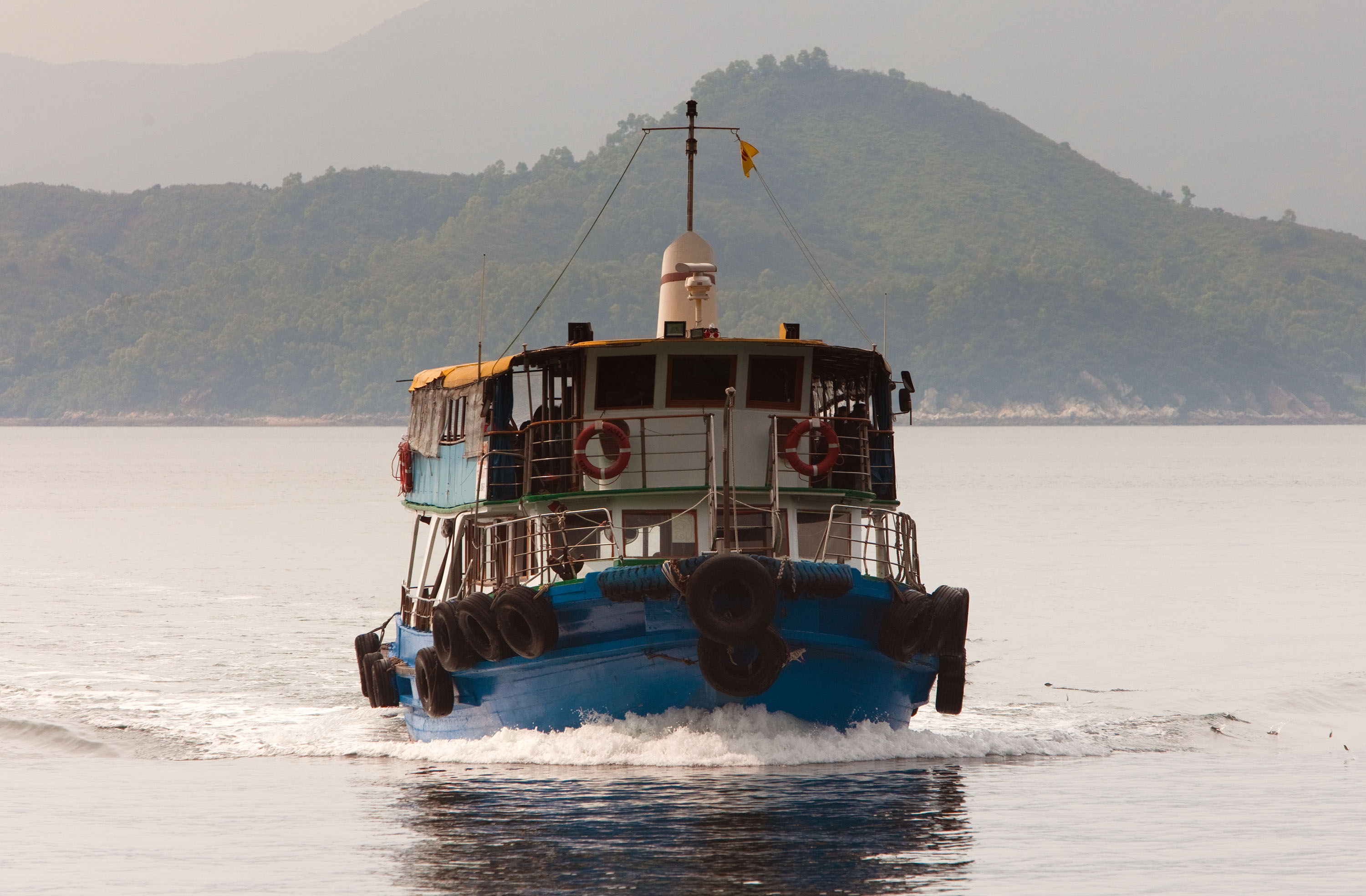
Un kai-to naviguant entre et à Hong Kong.

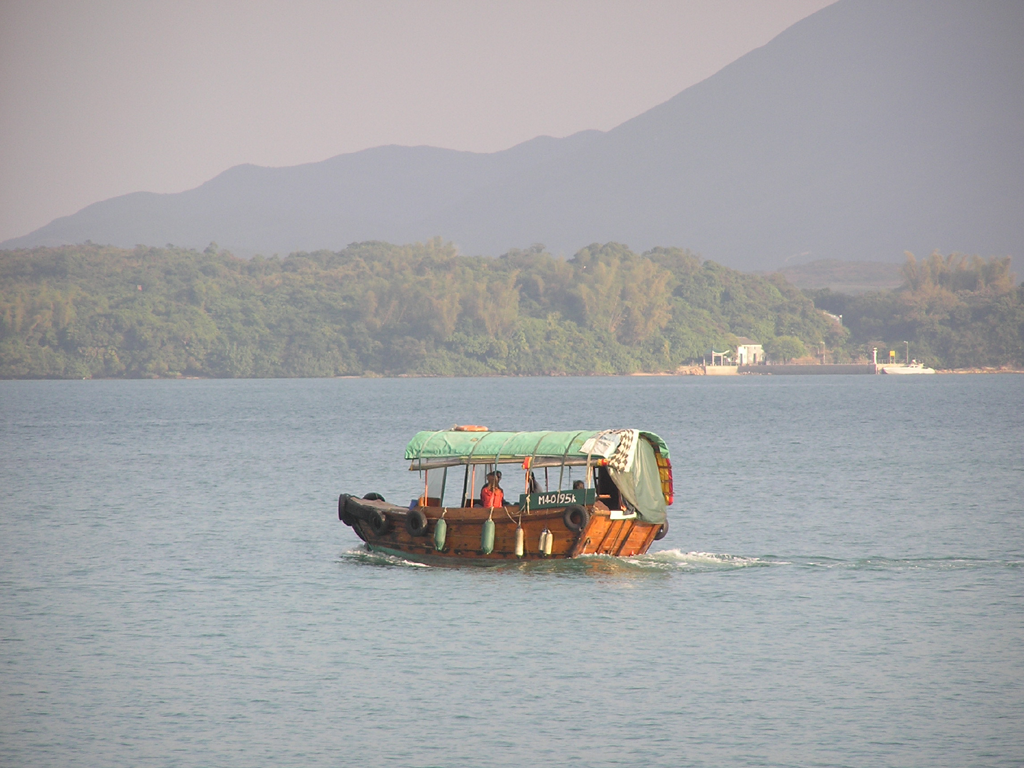
Un petit kai-to transportant des passagers vers les îles éloignées de la péninsule de Sai Kung.

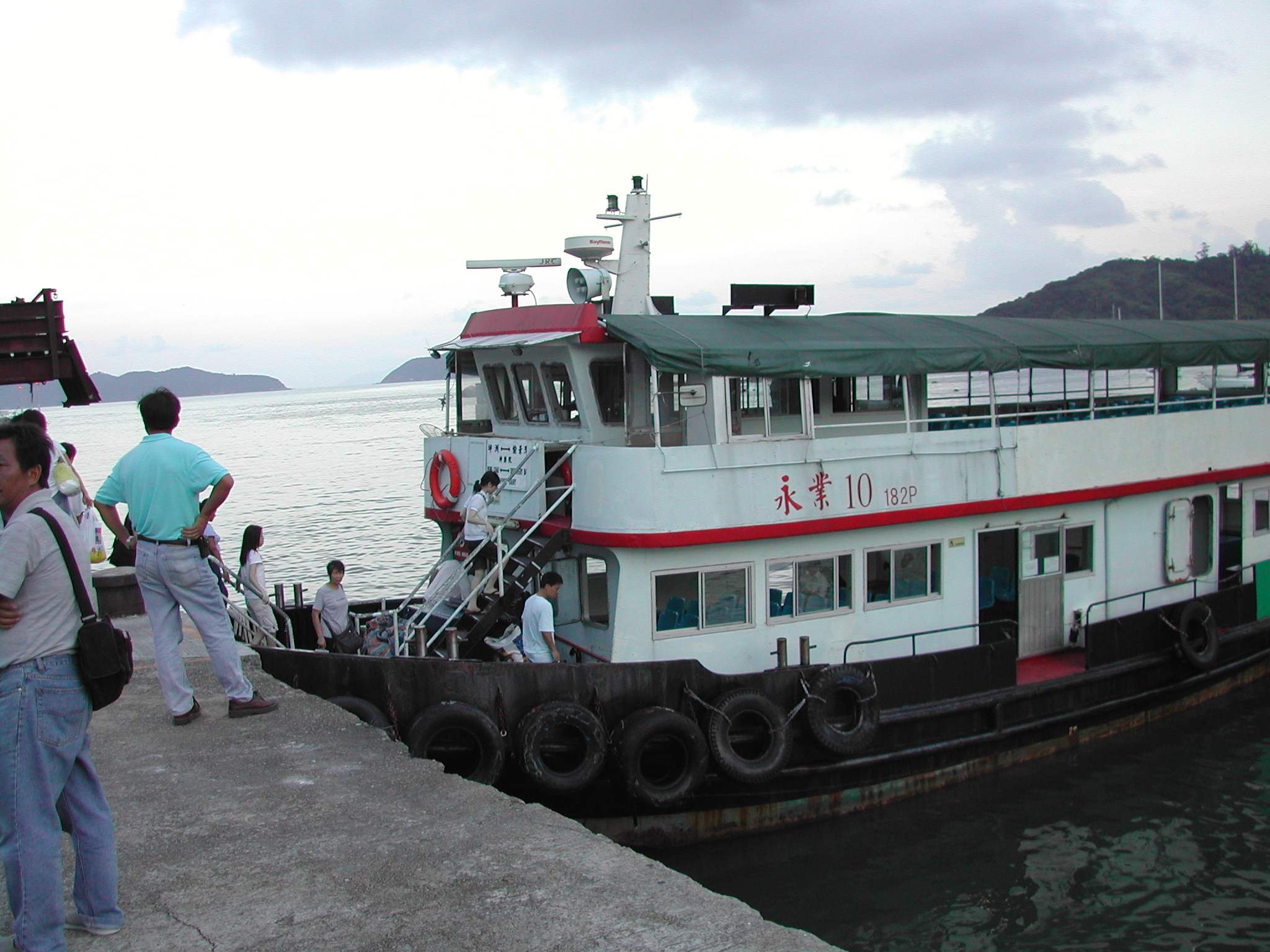
Passagers embarquant à bord d'un plus grand kai-to à l'embarcadère de Discovery Bay en direction de Peng Chau.

Un kai-to, parfois orthographié kaito ou kaido (街渡), est un type de petit ferry motorisé qui opère à Hong Kong, généralement pour desservir les établissements côtiers des îles éloignées (en).
Il existe actuellement 78 itinéraires fixes de kai-to, principalement utilisés pour transporter des passagers entre les îles périphériques de Lantau, Peng Chau, Cheung Chau, et Lamma, entre autres, à l'ouest de Hong Kong, et pour désenclaver les villages de Tolo Harbour (en), Double Haven (en), Port Shelter (en), etc. dans l'est des Nouveaux Territoires.
Certaines liaisons passant par Victoria Harbour sont toujours desservies par des kai-tos, notamment celle reliant Sai Wan Ho (en) à Kwun Tong (en).

## Exploitants
- Coral Sea Ferry (en) (珊瑚海船務) - 3 liaisons
- Peng Chau Kaito (en) (坪洲街渡)
- Lam Kee Ferry (en) (林記街渡) - 1 liaison
- Chuen Kee Ferry (en) (全記渡)
- Tsui Wah Ferry (en) (翠華船務)
- Fortune Ferry (en) (富裕小輪)

## Services réguliers de ferry kai-to[2]
- Aberdeen - Ap Lei Chau
- Aberdeen/Stanley - Po Toi
- Embarcadère publique de Cheung Chau (en) - Sai Wan
- Discovery Bay - Peng Chau/Abbaye Notre-Dame de la Joie
- Ma Liu Shui (en) – Lai Chi Wo (en)
- Ma Liu Shui (en) - Kat O (en)/Ap Chau (en)
- Ma Liu Shui (en) - Tap Mun (en)
- Ma Liu Shui (en) - Tung Ping Chau (en)
- Sai Wan Ho (en) - Tung Lung Chau (en)
- Sam Ka Tsuen (en) - Tung Lung Chau (en)
- Sai Kung – Fo Tau Fan Chau (en)
- Sha Tau Kok (zh) - Ap Chau (en)/Kat O (en)
- Tap Mun (en) - embarcadère de Wong Shek (en) (via Ko Lau Wan (en) et Chek Keng (en))
- Embarcadère de Wong Shek (en) - Wan Tsai (en) (Nam Fung Wan)/Chek Keng (en)
- Tai Shui Hang (en) - Ma Liu Shui (en)/Tai Mei Tuk (en)
- Sam Mun Tsai (en) – Tai Shui Hang (en)/Lai Chi Wo (en)/Kat O (en)/Ap Chau (en)